# El Bayo 1ra. Sección
El Bayo 1ra. Sección är en ort i Mexiko.   Den ligger i kommunen Macuspana och delstaten Tabasco, i den sydöstra delen av landet, 700 km öster om huvudstaden Mexico City. El Bayo 1ra. Sección ligger 12 meter över havet och antalet invånare är 662.
Terrängen runt El Bayo 1ra. Sección är mycket platt. Runt El Bayo 1ra. Sección är det ganska tätbefolkat, med 67 invånare per kvadratkilometer. Närmaste större samhälle är Macuspana, 13,5 km sydväst om El Bayo 1ra. Sección. Trakten runt El Bayo 1ra. Sección består till största delen av jordbruksmark.